# Arbres i cases
Arbres i cases (Arbres et maisons) és un oli sobre tela de 54 × 73 cm pintat per Paul Cézanne vers l'any 1885 i dipositat al Museu de l'Orangerie de París.

## Context històric i artístic
Molt probablement el lloc representat en aquest quadre estaria situat entre Ais de Provença i la muntanya Sainte-Victoire, vora una carretera anomenada avui La ruta de Cézanne. El rigor de la construcció d'aquest paisatge suggereix una data entorn del 1885.

## Descripció
En aquest paisatge de la Provença hom pot veure unes cases esbossades esquemàticament i amb colors molt clars enmig de dos grups d'arbres sense fulles.
Seguint una disposició freqüent en Cézanne, el paisatge lluminós es veu a través d'una filera d'arbres de tronc fosc. Aquesta renglera d'arbres i les cases alineades al fons són rigorosament paral·leles al pla de la pintura. El prat que verdeja entre elles no és un veritable segon pla, sinó més aviat una àrea intermèdia que no és travessada per cap diagonal que ens en pugui suggerir la profunditat. Al primer pla de la tela, els troncs i les branques dels arbres componen un joc de línies verticals, horitzontals i obliqües, el qual recorda alguns paisatges de Pissarro.
Hi ha tres versions d'aquest quadre (les altres dues conservades al Metropolitan Museum of Art de Nova York i al Museu Nacional d'Art, Arquitectura i Disseny d'Oslo), essent aquesta la més incompleta i la que adopta una perspectiva diferent sobre el paisatge i amb una gamma de tonalitats més apagada.